# John M. Sandidge

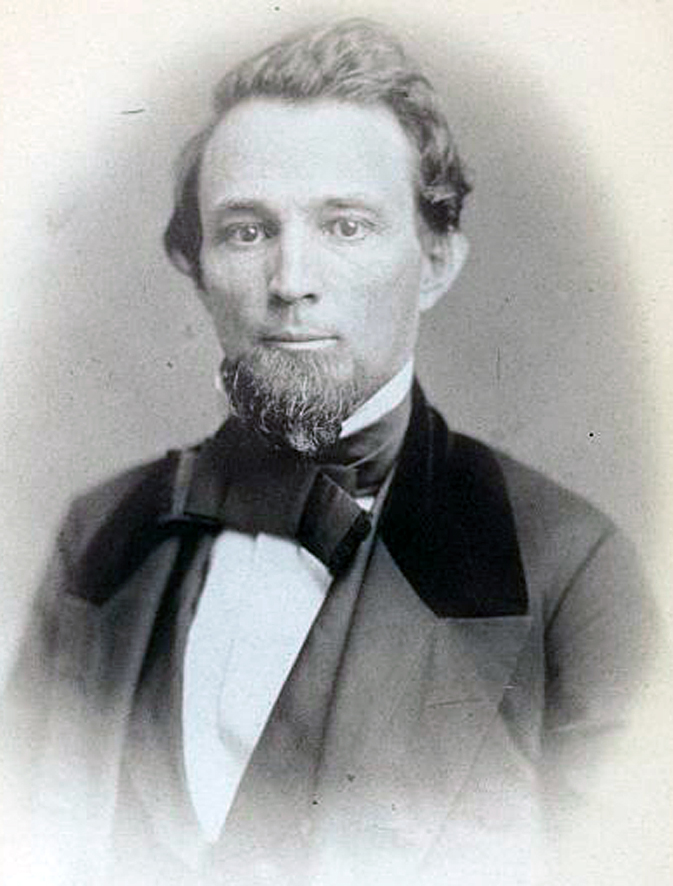
John M. Sandidge (1859)

John Milton Sandidge (* 7. Januar 1817 bei Carnesville, Franklin County, Georgia; † 30. März 1890 in Bastrop, Louisiana) war ein US-amerikanischer Politiker. Zwischen 1855 und 1859 vertrat er den Bundesstaat Louisiana im US-Repräsentantenhaus.

## Werdegang
Über John Sandidges Jugend und Schulausbildung geben die Quellen keine Auskunft. Er zog später nach Louisiana, wo er als Pflanzer tätig wurde. Während des Mexikanisch-Amerikanischen Krieges war er Oberst. Politisch wurde er Mitglied der Demokratischen Partei. Zwischen 1846 und 1855 saß er als Abgeordneter im Repräsentantenhaus von Louisiana, dessen Speaker er zwei Jahre lang war. Im Jahr 1852 war er Mitglied einer Versammlung zur Überarbeitung der Staatsverfassung von Louisiana.
Bei den Kongresswahlen des Jahres 1854 wurde Sandidge im vierten Wahlbezirk von Louisiana in das US-Repräsentantenhaus in Washington, D.C. gewählt, wo er am 4. März 1855 die Nachfolge von Roland Jones antrat. Nach einer Wiederwahl konnte er bis zum 3. März 1859 zwei Legislaturperioden im Kongress absolvieren. Diese waren von den Spannungen im Vorfeld des Bürgerkrieges bestimmt. Ab 1857 war Sandidge Vorsitzender des Ausschusses, der sich mit privaten Landansprüchen befasste.
Während des Krieges war Sandidge Oberst einer Kavallerieeinheit aus Louisiana. In Abwesenheit des Gouverneurs Henry Watkins Allen  musste er die Staatsarchive bei der Kapitulation der Hauptstadt Baton Rouge an die Unionstruppen übergeben. Über das weitere Leben von John Sandidge nach dem Bürgerkrieg geben die Quellen ebenfalls keinen Aufschluss. Er scheint aber kein weiteres bedeutendes Amt mehr ausgeübt zu haben und starb im März 1890 in Bastrop.